# 安積大橋
安積大橋（あさかおおはし）は、福島県郡山市のJR東日本東北本線に架かる一般国道49号の橋梁。

## 概要
郡山市城清水付近に位置し、JR東北本線（安積永盛駅 - 郡山駅間）の線路に架かる。東北本線は、当橋南側に郡山貨物ターミナル駅を持つ。当橋西側は郡山警察署前交差点が存在しており、福島県道17号郡山停車場線と交差している。また、2003年（平成15年）から2005年（平成17年）にかけて、経年による損傷などのため、橋梁の補修工事が行われた。これは、コンクリートの床版の取り替えや、塗装の塗り替え、落橋防止装置などを含んでいた。この工事で床版取り替え工事を行う際には、交通規制を少なくするために、3つの施工に分けて行われた。

### 橋梁のデータ
- 長さ : 89.7m
- 幅員 : 9.4m（車道）、2.5m（歩道、両側に設置）
- 構造 : ローゼ桁橋（いわき側 71.4m）、単純桁橋（新潟側 16.0m）
- 車線 : 片側1車線（上下線合計2車線）

### 旧橋梁のデータ
- 長さ : 13.3m[1]
- 幅員 : 6m[1]

## 沿革
- 1962年 - 現在の橋梁の前に利用されていた橋梁が完成[2]
- 1966年 - 現在の橋梁が完成[2]
- 2003年 - 2005年 - 補修工事
  - 2004年11月1日 - 11月30日 - 夜間交互通行の交通規制

## 周辺
- 郡山警察署
- ホテルルートイン郡山
- コジマ×ビックカメラ
- ヤマダデンキヤマダアウトレット郡山店
- ニトリ